# HMS Antelope (1972)
HMS Антилопа (F170) — британский ракетный фрегат типа 21. Принимал участие в Фолклендской войне и 25 мая 1982 года был потоплен аргентинской авиацией. HMS «Антилопа» был заложен 23 марта 1971 года на верфях Vosper THORNYCROFT в Саутгемптоне. Спуск состоялся 16 марта 1972 года, ввод в эксплуатацию — 19 июля 1975 года.

## История
В апреле 1982 года после начала Фолклендской войны, вместе с другими британскими кораблями был направлен к Фолклендским островам, захваченным Аргентиной. 23 мая фрегат был на дежурстве у берегов Фолклендских островов и попал под атаку аргентинского самолёта A-4 Skyhawk. «Антилопа» получил два попадания 500 килограммовыми бомбами, которые не взорвались. Один из членов экипажа был убит. Корабль перешёл на мелководье, где саперы из Корпуса королевских инженеров поднялись на борт и приступили к нейтрализации бомб. Одна из бомб была недоступна из-за повреждений корпуса. Другая бомба была сильно повреждена, сапёры посчитали что ситуация очень опасна. Три попытки извлечь взрыватель бомбы дистанционными методами провалились.
В ходе четвёртой попытки сапёры попытались использовать небольшой взрывпакет, что привело к детонации бомбы. Сапёр штаб-сержант Джеймс Прескотт погиб на месте, его товарищ уорент-офицер Филипс был серьёзно ранен. Корабль был разорван от ватерлинии до труб, взрыв вызвал крупные пожары в обоих машинных отделениях, огонь очень быстро распространялся. Огневая магистраль правого борта была разорвана. Электричество на корабле пропало. Командир корабля Ник Тобин отдал приказ покинуть корабль и последним его покинул. Через пять минут после его ухода склады ракет стали взрываться. Взрывы продолжались всю ночь. На следующий день фрегат всё ещё был на плаву, но киль был сломан а надстройка превратилась в груду искорёженного металла. В течение дня корабль переломился надвое и затонул. телевизионные изображения и снимки корабля стали иконой войны и неоднократно появляются в описианиях войны.